# Discographie de Placebo
La discographie de Placebo, groupe de rock alternatif britannique, comprend l'ensemble des disques publiés au cours de la carrière du groupe. Elle est composée de huit albums studio, deux albums live, quatre compilations, sept EP, cinq DVD et une trentaine de singles. Au début des années 2010, le groupe a vendu plus de 10 millions d'albums à travers le monde.

## Albums

### Albums studio
| Titre                   | Détails                                                                     | Classement des ventes | Classement des ventes | Classement des ventes | Classement des ventes | Classement des ventes | Classement des ventes | Classement des ventes | Classement des ventes | Classement des ventes | Classement des ventes | Classement des ventes | Classement des ventes | Classement des ventes | Classement des ventes | Classement des ventes | Classement des ventes | Classement des ventes | Certifications                     |
| Titre                   | Détails                                                                     | ALL                   | AUS                   | AUT                   | BEL ,                 | DAN                   | ESP                   | USA                   | FIN                   | FRA                   | ITA                   | NOR                   | NZL                   | P-B                   | POR                   | R-U                   | SUÈ                   | SUI                   | Certifications                     |
| ----------------------- | --------------------------------------------------------------------------- | --------------------- | --------------------- | --------------------- | --------------------- | --------------------- | --------------------- | --------------------- | --------------------- | --------------------- | --------------------- | --------------------- | --------------------- | --------------------- | --------------------- | --------------------- | --------------------- | --------------------- | ---------------------------------- |
| Placebo                 | - Sortie : 17 juin 1996 - Label : Elevator Music - Format(s) : CD, LP, K7   | —                     | —                     | —                     | —                     | —                     | —                     | —                     | —                     | 50                    | —                     | —                     | —                     | —                     | —                     | 5                     | —                     | —                     | : Platine · : Or ·                 |
| Without You I'm Nothing | - Sortie: 12 octobre 1998 - Label: Elevator Music - Format(s): CD, LP, K7   | 55                    | 14                    | 43                    | 26                    | —                     | —                     | —                     | —                     | 7                     | —                     | 31                    | 15                    | 65                    | —                     | 7                     | —                     | 95                    | : Platine · : Platine · : Or ·     |
| Black Market Music      | - Sortie : 9 octobre 2000 - Label : Elevator Music - Format(s) : CD, LP, K7 | 4                     | 18                    | 7                     | 3                     | —                     | —                     | —                     | 24                    | 1                     | 9                     | 9                     | 22                    | 28                    | —                     | 6                     | 17                    | 15                    | : 2 × Or · : Or · : Or · : Or      |
| Sleeping with Ghosts    | - Sortie : 24 mars 2003 - Label : Elevator Music - Format(s) : CD, LP       | 2                     | 11                    | 6                     | 1                     | 28                    | —                     | —                     | 14                    | 1                     | 6                     | 12                    | 37                    | 19                    | 4                     | 11                    | 14                    | 3                     | : 2 × Platine · : Platine · : Or · |
| Meds                    | - Sortie : 13 mars 2006 - Label : Elevator Music - Format(s) : CD, LP       | 2                     | 4                     | 1                     | 1                     | 20                    | 27                    | 180                   | 3                     | 1                     | 4                     | 12                    | 24                    | 10                    | 3                     | 7                     | 33                    | 1                     | : Platine · : Platine · : Or ·     |
| Battle for the Sun      | - Sortie : 8 juin 2009 - Label : Dreambrother - Format(s) : CD, LP          | 1                     | 8                     | 1                     | 1                     | 12                    | 5                     | 51                    | 2                     | 1                     | 5                     | 16                    | 14                    | 5                     | 4                     | 8                     | 9                     | 1                     | : Or · : Argent ·                  |
| Loud Like Love          | - Sortie : 16 septembre 2013 - Label : Elevator Lady - Format(s) : CD, LP   | 3                     | 9                     | 2                     | 2                     | 20                    | 16                    | 98                    | 22                    | 3                     | 2                     | 23                    | 31                    | 7                     | 15                    | 13                    | —                     | 1                     | : Or ·                             |
| Never Let Me Go         | - Sortie : 25 mars 2022 - Label : Elevator Lady - Format(s) : CD, LP        |                       |                       |                       |                       |                       |                       |                       |                       |                       |                       |                       |                       |                       |                       |                       |                       |                       |                                    |

### Albums live
| Titre                                    | Détails                                                                  | Classement des ventes | Classement des ventes | Classement des ventes | Classement des ventes | Classement des ventes | Classement des ventes | Classement des ventes | Classement des ventes | Classement des ventes | Classement des ventes | Classement des ventes | Classement des ventes | Certifications |
| Titre                                    | Détails                                                                  | ALL                   | AUS                   | AUT                   | BEL                   | FRA                   | ITA                   | NOR                   | NZL                   | P-B                   | POR                   | R-U                   | SUI                   | Certifications |
| ---------------------------------------- | ------------------------------------------------------------------------ | --------------------- | --------------------- | --------------------- | --------------------- | --------------------- | --------------------- | --------------------- | --------------------- | --------------------- | --------------------- | --------------------- | --------------------- | -------------- |
| MTV Unplugged                            | - Sortie : 27 novembre 2015 - Label : Universal - Format(s) : CD         | 6                     | —                     | 21                    | 19                    | —                     | 33                    | —                     | —                     | 43                    | —                     | —                     | 13                    |                |
| Collapse Into Never: Live in Europe 2023 | - Sortie : 15 décembre 2023 - Label : SO Recordings - Format(s) : CD, LP |                       |                       |                       |                       |                       |                       |                       |                       |                       |                       |                       |                       |                |

### Compilations
| Titre                   | Détails                                                                    | Classement des ventes | Classement des ventes | Classement des ventes | Classement des ventes | Classement des ventes | Classement des ventes | Classement des ventes | Classement des ventes | Classement des ventes | Classement des ventes | Classement des ventes | Classement des ventes | Certifications                |
| Titre                   | Détails                                                                    | ALL                   | AUS                   | AUT                   | BEL                   | FRA                   | ITA                   | NOR                   | NZL                   | P-B                   | POR                   | R-U                   | SUI                   | Certifications                |
| ----------------------- | -------------------------------------------------------------------------- | --------------------- | --------------------- | --------------------- | --------------------- | --------------------- | --------------------- | --------------------- | --------------------- | --------------------- | --------------------- | --------------------- | --------------------- | ----------------------------- |
| Covers                  | - Sortie : 22 septembre 2003 - Label : Elevator Music - Format(s) : CD, LP | —                     | —                     | —                     | —                     | —                     | —                     | —                     | —                     | —                     | —                     | —                     | —                     |                               |
| Once More with Feeling  | - Sortie : 25 octobre 2004 - Label : Elevator Music - Format(s) : CD, LP   | 14                    | 30                    | 8                     | 1                     | 2                     | 8                     | 30                    | 33                    | 66                    | 12                    | 8                     | 4                     | : Platine · : 2 × Or · : Or · |
| B-Sides: 1996–2006      | - Sortie : 8 juin 2009 - Label : Island Records - Format(s) : CD           | —                     | —                     | —                     | —                     | —                     | —                     | —                     | —                     | —                     | —                     | —                     | —                     |                               |
| A Place For Us To Dream | - Sortie : 7 octobre 2016 - Label : Rise Records - Format(s) : CD          | 10                    | —                     | 28                    | 18                    | 29                    | 17                    | —                     | —                     | —                     | —                     | 21                    | 16                    |                               |

Des compilations des faces B des cinq premiers albums du groupe, Placebo - B-Sides, Without You I'm Nothing - B-Sides, Black Market Music - B-Sides, Sleeping with Ghosts - B-Sides et Meds - B-Sides,  sont sortis en 2015 et 2016 en format numérique.

### EPs
| Titre             | Date de sortie  | Type                     | Label          |
| ----------------- | --------------- | ------------------------ | -------------- |
| Live at La Cigale | 2006            | iTunes Store et 7Digital | Elevator Music |
| Extended Play '07 | 31 juillet 2007 | CD                       | Elevator Music |
| Exclusive Session | 2007            | iTunes Store             | Elevator Music |

| Titre                            | Date de sortie   | Type         | Label             |
| -------------------------------- | ---------------- | ------------ | ----------------- |
| iTunes Live: London Festival '09 | 9 décembre 2009  | iTunes Store | Dreambrother      |
| Live at Angkor Wat               | 12 décembre 2011 | iTunes Store | Elevator Lady Ltd |
| B3                               | 16 octobre 2012  | CD           | Mercury Records   |
| Life's What You Make It          | 7 octobre 2016   | CD           | Rise Records      |

## Vidéographie
| Titre                                    | Date de sortie   | Type                | Label             |
| ---------------------------------------- | ---------------- | ------------------- | ----------------- |
| Soulmates Never Die: Live in Paris 2003  | 15 mars 2004     | DVD                 | Hut Recordings    |
| Once More with Feeling: Videos 1996–2004 | 25 octobre 2004  | DVD                 | Virgin Records    |
| We Come in Pieces                        | 31 octobre 2011  | DVD, disque Blu-ray | Elevator Lady Ltd |
| MTV Unplugged                            | 27 novembre 2015 | DVD, disque Blu-ray | Universal         |

## Singles
| Année | Single                                                           | Classement des ventes | Classement des ventes | Classement des ventes | Classement des ventes | Classement des ventes | Classement des ventes | Classement des ventes | Classement des ventes | Classement des ventes | Classement des ventes | Classement des ventes | Classement des ventes | Classement des ventes | Album                   |
| Année | Single                                                           | ALL                   | AUS                   | AUT                   | BEL                   | ESP                   | FIN                   | FRA                   | ITA                   | NZL                   | P-B                   | R-U                   | SUÈ                   | SUI                   | Album                   |
| ----- | ---------------------------------------------------------------- | --------------------- | --------------------- | --------------------- | --------------------- | --------------------- | --------------------- | --------------------- | --------------------- | --------------------- | --------------------- | --------------------- | --------------------- | --------------------- | ----------------------- |
| 1995  | Bruise Pristine                                                  | —                     | —                     | —                     | —                     | —                     | —                     | —                     | —                     | —                     | —                     | —                     | —                     | —                     | Placebo                 |
| 1996  | Come Home                                                        | —                     | —                     | —                     | —                     | —                     | —                     | —                     | —                     | —                     | —                     | 103                   | —                     | —                     | Placebo                 |
| 1996  | 36 Degrees                                                       | —                     | —                     | —                     | —                     | —                     | —                     | —                     | —                     | —                     | —                     | 83                    | —                     | —                     | Placebo                 |
| 1996  | Teenage Angst                                                    | —                     | —                     | —                     | —                     | —                     | —                     | —                     | —                     | —                     | —                     | 30                    | —                     | —                     | Placebo                 |
| 1997  | Nancy Boy                                                        | —                     | —                     | —                     | —                     | —                     | —                     | —                     | —                     | —                     | —                     | 4                     | —                     | —                     | Placebo                 |
| 1997  | Bruise Pristine (réédition)                                      | —                     | —                     | —                     | —                     | —                     | —                     | —                     | —                     | —                     | —                     | 14                    | —                     | —                     | Placebo                 |
| 1998  | Pure Morning                                                     | —                     | 49                    | —                     | —                     | —                     | —                     | —                     | —                     | 21                    | 84                    | 4                     | —                     | —                     | Without You I'm Nothing |
| 1998  | You Don't Care About Us                                          | —                     | —                     | —                     | —                     | —                     | —                     | —                     | —                     | —                     | —                     | 5                     | —                     | —                     | Without You I'm Nothing |
| 1999  | Every You Every Me                                               | 99                    | 46                    | —                     | —                     | —                     | —                     | —                     | —                     | —                     | —                     | 11                    | —                     | —                     | Without You I'm Nothing |
| 1999  | Wihout You I'm Nothing                                           | —                     | —                     | —                     | —                     | —                     | —                     | 79                    | —                     | —                     | —                     | —                     | —                     | —                     | Without You I'm Nothing |
| 1999  | Burger Queen Français (en France uniquement)                     | —                     | —                     | —                     | —                     | —                     | —                     | 78                    | —                     | —                     | —                     | —                     | —                     | —                     | Without You I'm Nothing |
| 2000  | Taste in Men                                                     | —                     | —                     | —                     | 48                    | —                     | —                     | 54                    | 11                    | —                     | —                     | 16                    | —                     | —                     | Black Market Music      |
| 2000  | Slave to the Wage                                                | 92                    | —                     | —                     | 57                    | —                     | —                     | 63                    | —                     | —                     | —                     | 19                    | —                     | —                     | Black Market Music      |
| 2000  | Special K                                                        | —                     | 50                    | —                     | 45                    | —                     | —                     | 60                    | 18                    | —                     | —                     | —                     | —                     | —                     | Black Market Music      |
| 2001  | Black Eyed                                                       | 94                    | —                     | —                     | —                     | —                     | —                     | —                     | —                     | —                     |                       | —                     | —                     | —                     | Black Market Music      |
| 2003  | The Bitter End                                                   | 34                    | 47                    | —                     | 39                    | —                     | 19                    | 31                    | 16                    | —                     | 96                    | 12                    | —                     | 53                    | Sleeping with Ghosts    |
| 2003  | This Picture                                                     | 75                    | 52                    | —                     | 56                    | —                     | —                     | 63                    | —                     | —                     | —                     | 23                    | —                     | —                     | Sleeping with Ghosts    |
| 2003  | Special Needs                                                    | 71                    | 22                    | —                     | 47                    | —                     | —                     | 67                    | —                     | —                     | —                     | 27                    | —                     | —                     | Sleeping with Ghosts    |
| 2004  | English Summer Rain                                              | —                     | 31                    | —                     | 51                    | —                     | —                     | —                     | —                     | —                     | —                     | 23                    | —                     | 98                    | Sleeping with Ghosts    |
| 2004  | Twenty Years                                                     | 52                    | —                     | 59                    | 17                    | —                     | —                     | 54                    | 20                    | —                     | —                     | 18                    | —                     | 50                    | Once More with Feeling  |
| 2004  | Protège-moi (en France, Belgique et Suisse uniquement)           | —                     | —                     | —                     | 17                    | —                     | —                     | 18                    | —                     | —                     | —                     | —                     | —                     | 26                    | Once More with Feeling  |
| 2006  | Because I Want You (au Royaume-Uni uniquement)                   | —                     | —                     | —                     | —                     | —                     | —                     | —                     | —                     | —                     | —                     | 13                    | —                     | —                     | Meds                    |
| 2006  | Song to Say Goodbye (mondialement hormis le Royaume-Uni)         | 35                    | 30                    | 44                    | 18                    | 7                     | 8                     | 41                    | 5                     | —                     | —                     | —                     | —                     | 38                    | Meds                    |
| 2006  | Infra-red                                                        | 75                    | 52                    | —                     | 47                    | —                     | —                     | —                     | —                     | —                     |                       | 42                    | —                     | —                     | Meds                    |
| 2006  | Meds                                                             | 83                    | —                     | —                     | 54                    | —                     | —                     | —                     | —                     | —                     | —                     | 35                    | —                     | 78                    | Meds                    |
| 2007  | Running Up that Hill                                             | —                     | 44                    | —                     | —                     | —                     | —                     | —                     | —                     | —                     | —                     | 44                    | 26                    | —                     | Covers                  |
| 2009  | For What It's Worth                                              | 34                    | 88                    | 24                    | 24                    | —                     | —                     | 25                    | 46                    | —                     | —                     | 97                    | —                     | 33                    | Battle for the Sun      |
| 2009  | The Never-Ending Why (au Royaume-Uni et en Norvège uniquement)   | —                     | —                     | —                     | —                     | —                     | —                     | —                     | —                     | —                     | —                     | —                     | —                     | —                     | Battle for the Sun      |
| 2009  | Ashtray Heart (mondialement hormis le Royaume-Uni et la Norvège) | 66                    | —                     | —                     | —                     | —                     | —                     | 44                    | —                     | —                     | —                     | —                     | —                     | —                     | Battle for the Sun      |
| 2010  | Bright Lights                                                    | 62                    | —                     | —                     | —                     | —                     | —                     | 92                    | —                     | —                     | —                     | —                     | —                     | —                     | Battle for the Sun      |
| 2012  | B3                                                               | 39                    | —                     | 35                    | —                     | —                     | —                     | 53                    | —                     | —                     | —                     | 65                    | —                     | 25                    | B3                      |
| 2013  | Too Many Friends                                                 | 14                    | —                     | 51                    | 26                    | —                     | —                     | 31                    | —                     | —                     | —                     | —                     | —                     | 36                    | Loud Like Love          |
| 2014  | Loud Like Love                                                   | —                     | —                     | —                     | —                     | —                     | —                     | 151                   | —                     | —                     | —                     | —                     | —                     | —                     | Loud Like Love          |
| 2014  | A Million Little Pieces                                          | —                     | —                     | —                     | —                     | —                     | —                     | —                     | —                     | —                     | —                     | —                     | —                     | —                     | Loud Like Love          |
| 2016  | Jesus' Son                                                       | —                     | —                     | —                     | —                     | —                     | —                     | —                     | —                     | —                     | —                     | —                     | —                     | —                     | A Place For Us To Dream |
| 2021  | Beautiful James                                                  | —                     | —                     | —                     | —                     | —                     | —                     | —                     | —                     | —                     | —                     | —                     | —                     | —                     | Never Let Me Go         |
| 2021  | Surrounded by Spies                                              | —                     | —                     | —                     | —                     | —                     | —                     | —                     | —                     | —                     | —                     | —                     | —                     | —                     | Never Let Me Go         |

## Reprises
Reprises par Placebo, enregistrées et publiées (ne tient pas compte des reprises uniquement jouées live):
- 1996 : Dark Globes (Syd Barrett)
- 1996 : Been Smoking Too Long (Nick Drake)
- 1996 : Hare Krishna (prière traditionnelle Hindoue)
- 1997 : Bigmouth Strikes Again (The Smiths)
- 1998 : 20th Century Boy (T. Rex)
- 2000 : Johnny and Mary (Robert Palmer)
- 2000 : Holocaust (Alex Chilton)
- 2003 : Daddy Cool (Boney M)
- 2003 : Where Is My Mind? (Pixies)
- 2003 : Jackie (Sinéad O'Connor)
- 2003 : The Ballad of Melody Nelson (Serge Gainsbourg)
- 2003 : I Feel You (Depeche Mode)
- 2003 : Running Up that Hill (Kate Bush)
- 2009 : Wouldn't It Be Good (Nik Kershaw)
- 2009 : Fuck You (Archive)
- 2009 : Hardly Wait (PJ Harvey)
- 2010 : Monster Truck (Wild Boar)
- 2010 : "All Apologies" (Nirvana)
- 2012 : I Know You Want to Stop (Minxus)
- 2016 : Life's What You Make It (Talk Talk)
- 2022 : Shout (Tears for Fears)

Par ailleurs en 2003, Placebo inclut dans une édition spéciale de Sleeping with Ghosts une compilation de reprises intitulée Covers et commercialisée séparément en numérique par la suite.

## Musique de Placebo dans les films
- 20th Century Boy (reprise de T. Rex) dans Velvet Goldmine (1998)
- Every You Every Me dans Sexe Intentions (1999)
- Pure Morning dans Mauvaises Fréquentations (1999) et Yo soy la Juani (2006)
- The Crawl dans La 6e victime (1999) et Les Chevaliers du ciel (2005)
- Black Eyed dans Engel Joe (2001)
- Protège-moi dans Hell (2006)
- I Know dans Amor Dolor y Viceversa (2009)
- Running Up that Hill (reprise de Kate Bush) dans Daybreakers (2010)
- The Bitter End dans Kaboom (2010)